# Trompeta (grup de bolets)
Les trompetes  són bolets anuals, terrestres i de poca carn, de color fosc. Són de barret perforat i connectat amb la cama buida, molt eixamplada a la part superior, fet que li dona aspecte de trompeta. El revers sòl ser llis, amb venes poc marcades o amb plecs longitudinals que recorden làmines.
Són bolets propers als rossinyols, els rossinyolics i els gots de vi.
No es corquen mai i poden restar mesos al bosc sense descompondre.

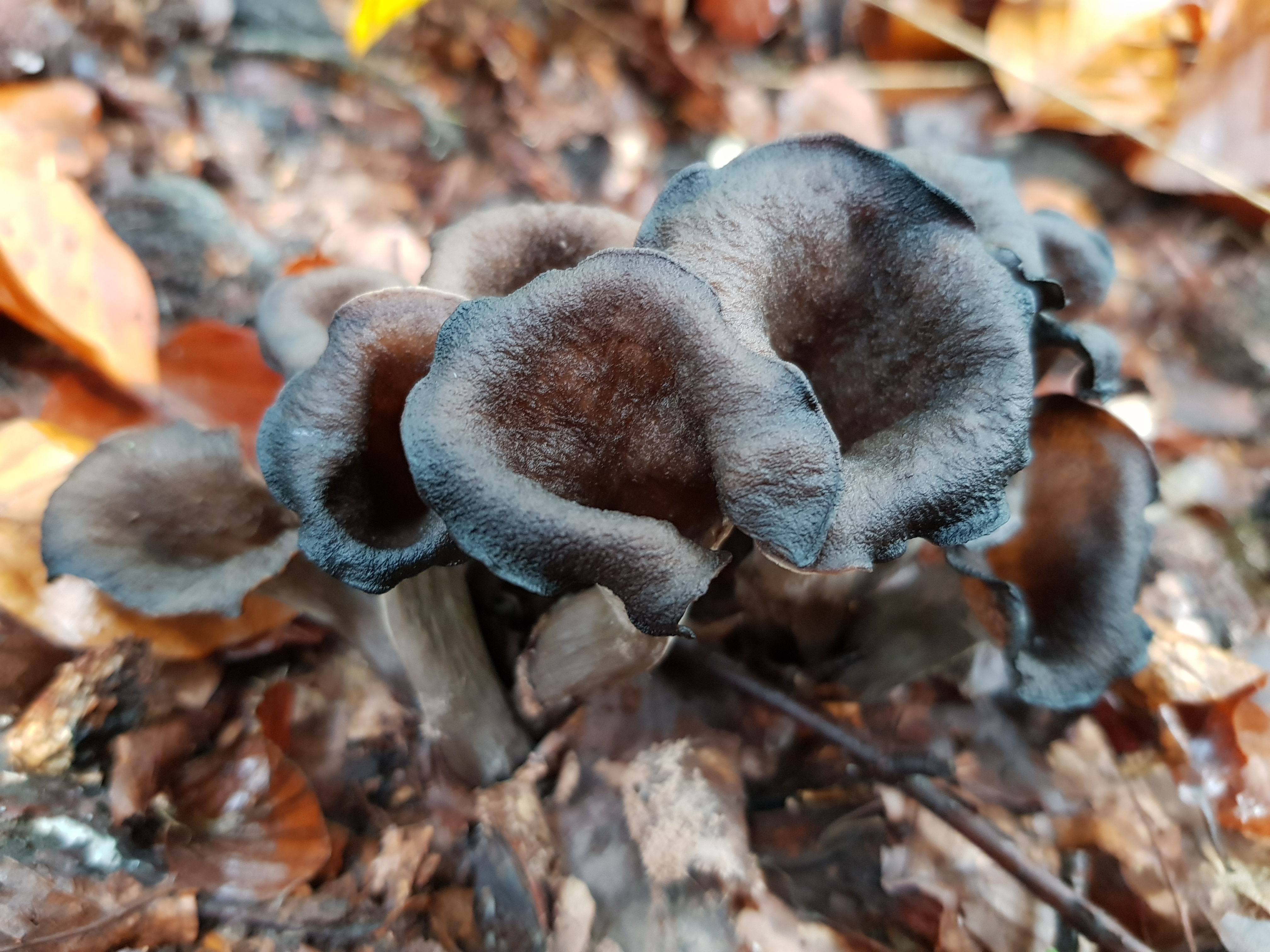
Trompeta negra, trompeta dels morts (Craterellus cornucopioides)

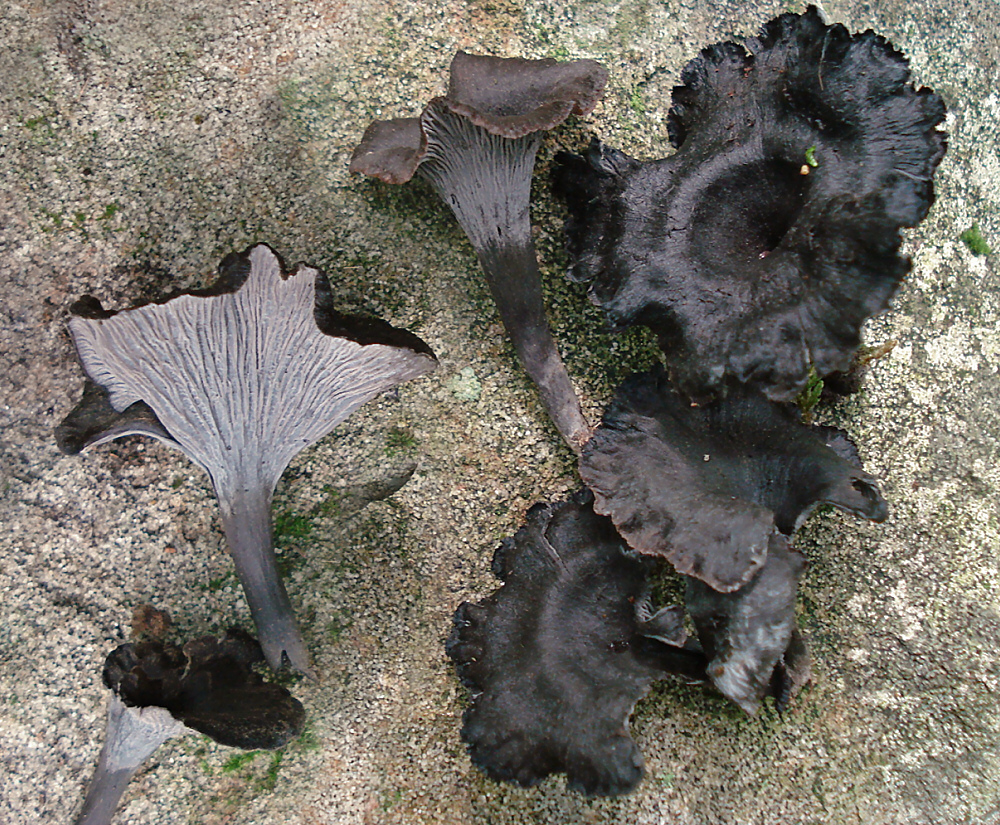
Trompeta cendrosa (Craterellus cinereus)

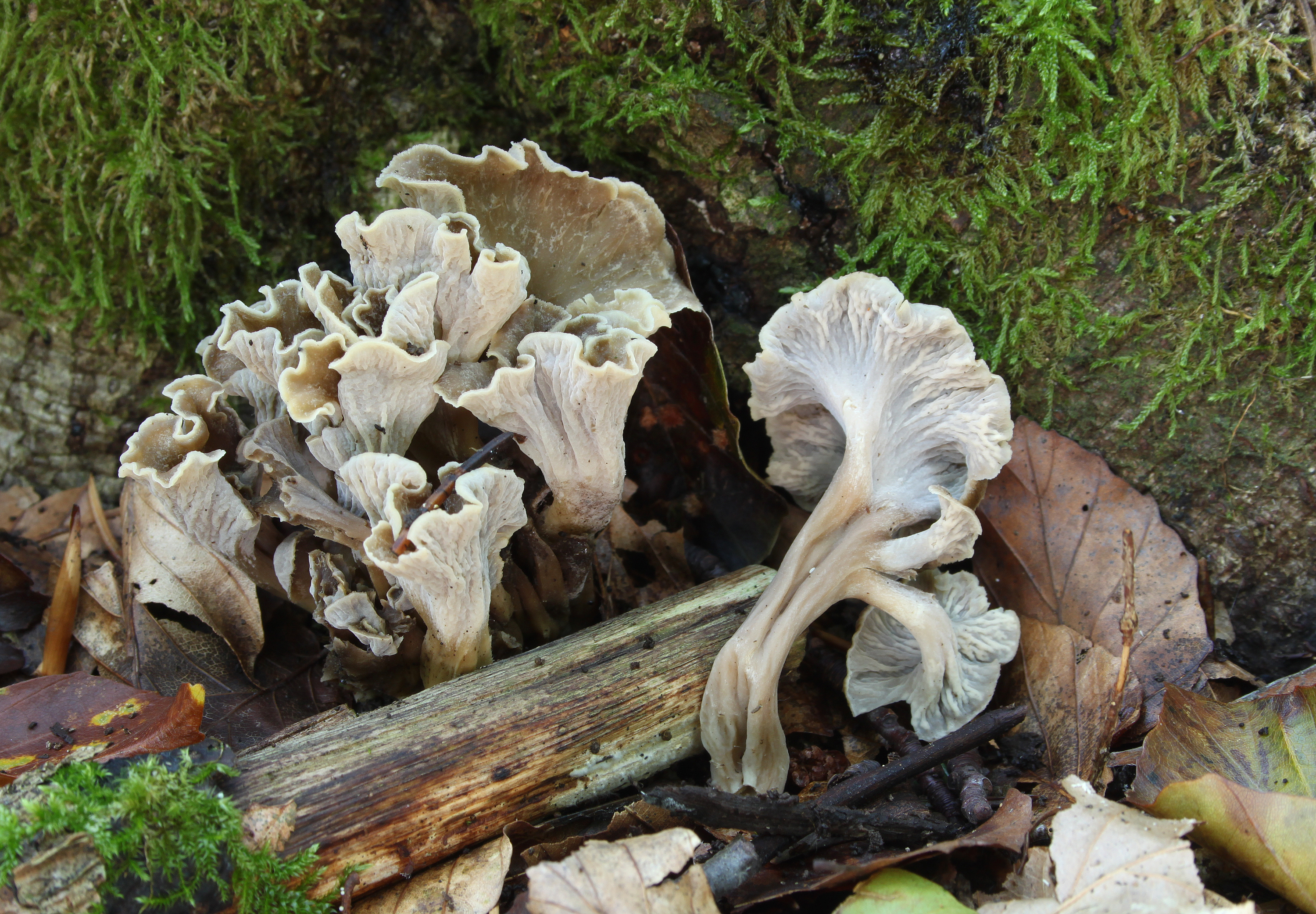
Trompeta crespa (Craterellus undulatus)

### Espècies de trompetes
Les espècies de trompetes més corrents són tres: 
- Craterellus cornucopioides, trompeta negra, trompeta dels morts
- Craterellus cinereus, trompeta cendrosa[3]
- Craterellus undulatus, trompeta crespa